# Hårig knottertryffel
Hårig knottertryffel (Genea hispidula) är en svampart som beskrevs av Berk. ex Tul. 1851. Hårig knottertryffel ingår i släktet Genea och familjen Pyronemataceae.  Arten är reproducerande i Sverige. Inga underarter finns listade i Catalogue of Life.